# Potok (rejon tarnopolski)
Potok – wieś na Ukrainie w rejonie tarnopolskim należącym do obwodu tarnopolskiego.